# Liste der Mitglieder des Landtages (Freistaat Oldenburg) (2. Wahlperiode)
Diese Liste gibt einen Überblick über alle Mitglieder des Landtags des Freistaates Oldenburg in der 2. Wahlperiode (1923 bis 1925).

## A
- Friedrich Albers (DDP)

## B
- Carl Bartels (SPD), verstorben am 10. März 1925
- Johann Behlen (DVP), eingetreten am 14. März 1924 für Friedrich Lohse
- Wilhelm Bortfeldt (DNVP)
- Ernst Böttcher (SPD), eingetreten am 25. März 1925 für Carl Bartels
- Paul Brodek (SPD)

## D
- Diedrich Dannemann (DVP)
- Diedrich Dierks (DVP)
- Hinrich Dohm (DNVP)
- Walther Dörr (DDP)
- Franz Driver (Zentrum)

## E
- Bernhard Eckholt (Zentrum)

## F
- Peter Faber (Zentrum), eingetreten im Juni 1924 für Konrad Hartong
- Karl Fick (SPD)
- Friedrich Frerichs (Fritz) (SPD)
- Heinrich Fröhle (Zentrum)

## G
- Anton Göhrs (Zentrum)

## H
- Franz Hartong (DVP)
- Konrad Hartong (Zentrum), ausgeschieden im Juni 1924
- Josef Haßkamp (Zentrum)
- Heinrich Hollmann (DVP), verstorben am 20. Oktober 1924
- Paul Hug (SPD)

## J
- Friedrich Janssen (Fritz) (DNVP)
- August Jordan (SPD)

## K
- Johann Kaper (DVP), eingetreten am 4. November 1924 für Heinrich Hollmann
- Anton Kohnen (DVP)
- August Krause (SPD)

## L
- Heinrich Leffers (Zentrum)
- Johann Logemann (DVP)
- Friedrich Lohse (DVP), ausgeschieden am 28. Februar 1924

## M
- Franz Meyer (Zentrum)
- Julius Meyer (SPD)
- Friedrich Möller (DDP)
- Johannes Müller (DVP)
- Gerhard Müller (genannt Paul) (KPD)

## N
- Wilhelm Nieberg (DVP)

## R
- Johannes Reimers (Hannes) (KPD)
- Heinrich Rothenburg (DDP)

## S
- Wilhelm Sante (Zentrum)
- Diedrich Schmidt (DDP)
- Wilhelm Schröder (DVP)
- Alfried Schulze (SPD)
- Wilhelm Stukenberg (DDP)

## T
- Ernst Tantzen (DDP)
- Theodor Tantzen (DDP)

## W
- Heinrich Wempe (Zentrum)
- August Weyand (DDP)
- August Wild (KPD), eingetreten am 26. Mai 1924
- Wilhelm Wittje (DDP)
- Wilhelm Wübbenhorst (SPD)

## Z
- Josef Zehetmair (SPD)
- Emil Zimmermann (SPD)
- Georg Zipp (DVP)